# Lysimachia baoxingensis
Lysimachia baoxingensis är en viveväxtart som först beskrevs av Feng Hwai Chen och C.M. Hu, och fick sitt nu gällande namn av C.M. Hu. Lysimachia baoxingensis ingår i släktet lysingar, och familjen viveväxter. Inga underarter finns listade i Catalogue of Life.